# CS Sportul Șimleu Silvaniei
Clubul Sportiv Sportul 2007 Șimleu Silvaniei, cunoscut sub numele de Sportul Șimleu Silvaniei, este un club de fotbal profesionist din Șimleu Silvaniei, județul Sălaj, România, care evoluează în prezent în Liga a IV-a Sălaj.

## Istoric

Logotipul folosit de club în perioada în care purta numele de Silvania

FC Silvania s-a înființat în vara anului 2008, după ce Flacăra Halmășd a cesionat locul din Liga a III-a al echipei Someșul Satu Mare, de unde au venit și majoritatea jucătorilor. A terminat sezonul 2008-09 pe locul 2, înaintea unor echipe mai bine cotate: CFR II Cluj și CSM Sebeș. Ocuparea locului secund le-a dat dreptul șimleuanilor de a participa la un turneu de baraj pentru promovarea în Liga a II-a. Silvania a învins cu 2-0 pe FC Caracal iar apoi a trecut cu 3-0 de CS Ineu, reușind astfel să acceadă în liga secundă a fotbalului românesc.

## Palmares
- Liga a II-a
  - locul 11 (2009-2010)
- Liga a III-a
  - locul 2 (2008-2009)

## Parcursul Competițional
| Sezon   | Nivel | Divizie                    | Loc      | Cupa României |
| ------- | ----- | -------------------------- | -------- | ------------- |
| 2022–23 | 3     | Liga a III-a (Seria a X-a) | 10 (R)   |               |
| 2021–22 | 3     | Liga a III-a (Seria a X-a) | 6        |               |
| 2020–21 | 3     | Liga a III-a (Seria a X-a) | 6        |               |
| 2019–20 | 4     | Liga a IV-a (SJ)           | 1 (C, P) | Calificări    |
| 2018–19 | 4     | Liga a IV-a (SJ)           | 4        |               |
| 2017–18 | 4     | Liga a IV-a (SJ)           | 5        |               |
| 2016–17 | 4     | Liga a IV-a (SJ)           | 7        |               |
| 2015–16 | 4     | Liga a IV-a (SJ)           | 13       |               |

| Sezon   | Nivel | Divizie                     | Loc      | Cupa României |
| ------- | ----- | --------------------------- | -------- | ------------- |
| 2014–15 | 4     | Liga a IV-a (SJ)            | 4        |               |
| 2013–14 | 4     | Liga IV (SJ)                | 1 (C, P) | Calificări    |
| 2012–13 | 4     | Liga a IV-a (SJ)            | 7        |               |
| 2011–12 | 5     | Liga a V-a (SJ)             | 2 (P)    |               |
| 2010–11 | 2     | Liga a II-a (Seria a II-a)  | 15 (R)   | Șaisprezecimi |
| 2009–10 | 2     | Liga a II-a (Seria a II-a)  | 11       |               |
| 2008–09 | 3     | Liga a III-a (Seria a VI-a) | 2 (P)    |               |

## Jucători

### Lotul sezonului 2009-2010
| Nr. |         | Poziție | Jucător                  |
| --- | ------- | ------- | ------------------------ |
| -   | România | P       | Petru Câmpan             |
| -   | România | P       | Gabriel Iosif Gabor      |
| -   | România | F       | Cristian Schnellenperger |
| -   | România | F       | Silviu Crișan            |
| -   | România | F       | Raul Crișan              |
| -   | România | F       | Dan Mureșan              |
| -   | România | F       | Ionuț Cozma              |
| -   | România | F       | Marius Varga             |
| -   | România | F       | Szabolcs Josza           |
| -   | România | F       | Nicolae Mihoc            |
| -   | România | M       | Florin Puți              |

| Nr. |         | Poziție | Jucător           |
| --- | ------- | ------- | ----------------- |
| -   | România | M       | Dumitru Muntean   |
| -   | România | M       | Mălin Sabău       |
| -   | România | M       | Istvan Schwarzkop |
| -   | România | M       | Adrian Micaș      |
| -   | România | M       | Lorand Csaba Lupo |
| -   | România | M       | Ciprian Brata     |
| -   | România | A       | Ionuț Dănilă      |
| -   | România | A       | Tudor Ulmeanu     |
| -   | România | A       | Dan Gavrilescu    |
| -   | România | A       | Flaviu Breaz      |